# 天主教沙灣拿吉宗座代牧區
天主教沙灣拿吉宗座代牧區 （拉丁語：Apostolica Administratio Atirauensis），是羅馬天主教會以老撾中部他曲為中心的一個宗座署理區。範圍包括沙灣拿吉省和甘蒙省的全部和波里坎塞省的一部。
1950年12月21日設他曲監牧區，1958年2月24日升為代牧區，1963年11月26日改名。1967年6月12日巴色代牧區分出。代牧之位在若望·森孟·沃拉扎去世後懸空。